# Erysimum artwinense
Erysimum artwinense är en korsblommig växtart som beskrevs av Nikolaj Adolfovitj Busj. Erysimum artwinense ingår i släktet kårlar, och familjen korsblommiga växter. Inga underarter finns listade i Catalogue of Life.